# READY!!
「READY!!」（レディー）は、765PRO ALLSTARSの楽曲。テレビアニメ『THE IDOLM@STER』の前期オープニングテーマ。シングルは『THE IDOLM@STER ANIM@TION MASTER』シリーズ第1弾として2011年8月10日に日本コロムビアから発売された。

## 概要
夢に向かって明るく進んでいく歌になっている。発注時のオーダーは「始まりを感じる歌詞」「（原作ゲームの楽曲である）「GO MY WAY!!」のようでありながらも異なる曲調」というものであったという。一方2曲目の「おとなのはじまり」はアニメ第2話、3曲目の「おもいでのはじまり」はアニメ第3話をそれぞれイメージしている。
作詞者のyuraによれば、タイトルの「READY!!」は、アーケードゲーム版『THE IDOLM@STER』の第一弾ポスターに記載された｢Are You Ready?｣からの引用であり、ナムコ（現・バンダイナムコアミューズメント）の代表的なゲームである『パックマン』のイメージ（各ラウンド開始時に「READY!」と表示される）にもあやかった、としている。
初回限定盤には、中村繪里子・浅倉杏美・沼倉愛美・原由実の4人によるトークの他、ライブイベント『THE IDOLM@STER 6th ANNIVERSARY LIVE SMILE SUMMER FESTIV@L!』での「READY!!（TV size）」、「GO MY WAY!!（M@STER VERSION）」、アニメのノンテロップオープニング映像を収めたDVDが付属する。2011年11月20日に帯広競馬場で行われた公式コラボレーション競馬「ばんえいアイドルマスター記念」のファンファーレとして使用され、OP映像も一部使用された。
mobageの「アイドルマスター シンデレラガールズ」のCMソングにも起用されている。
2012年2月1日に発売された「THE IDOLM@STER ANIM@TION MASTER 07」には表題曲「READY!!」と後期オープニング曲「CHANGE!!!!」を組み合わせアレンジされた「READY!! & CHANGE!!!! SPECIAL EDITION」が収録されている。
2013年夏に開催されたライブツアー「THE IDOLM@STER 8th ANNIVERSARY HOP!STEP!!FESTIV@L!!!」の各会場で、765PRO ALLSTARSの各キャラクターのソロ・リミックスが収録された『THE IDOLM@STER ANIM@TION MASTER READY!! ソロ・リミックス』が限定販売された。名古屋公演のみ、終演後にアニメイト名古屋店での特設コーナーでの販売も予定されていたが、会場内で完売したため中止となった。

## チャート成績・受賞
8月9日付オリコンデイリーシングルチャートで5位を獲得後、8月22日付オリコン週間シングルチャートで推定売上枚数約2.6万を記録し、初登場4位を獲得した。2012年10月にはニュータイプアニメアワード2012主題歌賞を受賞した。
2019年3月1日には、ソニー・ミュージックエンタテインメントのアニメソング人気投票キャンペーン「平成アニソン大賞」においてキャラクターソング賞（2010年 - 2019年）に選出された。

## 収録曲
1. READY!!（M@STER VERSION） [4:25]
歌：765PRO ALLSTARS[メンバー 1]
作詞：yura / 作曲・編曲：神前暁
2. おとなのはじまり [3:44]
歌：水瀬伊織（釘宮理恵）、高槻やよい（仁後真耶子）、双海亜美 / 真美（下田麻美）
作詞：白瀬彩 / 作曲：小野貴光 / 編曲：竹中文一
3. おもいでのはじまり [4:50]
歌：天海春香（中村繪里子）、菊地真（平田宏美）、萩原雪歩（浅倉杏美）
作詞・作曲：白戸佑輔 / 編曲：草野よしひろ、白戸佑輔
4. READY!!（M@STER VERSION）Instrumental
作詞：yura / 作曲・編曲：神前暁

## 収録アルバム
| 曲名                                              | アルバム                                                                    | 発売日        | 備考 |
| ------------------------------------------------- | --------------------------------------------------------------------------- | ------------- | --- |
| READY!!                                           | 『THE IDOLM@STER ANIM@TION MASTER 02』                                      | 2011年9月7日  | テレビアニメ版1stオリジナルアルバム ショートバージョン                                                              |
| READY!! -BOSSA NOVA Rearrange Mix-                | 『THE IDOLM@STER PERFECT IDOL 04』                                          | 2012年4月26日 | リアレンジ版、水瀬伊織のソロ                                                                                        |
| READY!!(M@STER VERSION) 春香ソロ・リミックス      | 『THE IDOLM@STER ANIM@TION MASTER READY!! ソロ・リミックス』                | 2013年7月7日  | 天海春香のソロ |
| READY!!(M@STER VERSION) 美希ソロ・リミックス      | 『THE IDOLM@STER ANIM@TION MASTER READY!! ソロ・リミックス』                | 2013年7月7日  | 星井美希のソロ |
| READY!!(M@STER VERSION) 千早ソロ・リミックス      | 『THE IDOLM@STER ANIM@TION MASTER READY!! ソロ・リミックス』                | 2013年7月7日  | 如月千早のソロ |
| READY!!(M@STER VERSION) やよいソロ・リミックス    | 『THE IDOLM@STER ANIM@TION MASTER READY!! ソロ・リミックス』                | 2013年7月7日  | 高槻やよいのソロ |
| READY!!(M@STER VERSION) 雪歩ソロ・リミックス      | 『THE IDOLM@STER ANIM@TION MASTER READY!! ソロ・リミックス』                | 2013年7月7日  | 萩原雪歩のソロ |
| READY!!(M@STER VERSION) 真ソロ・リミックス        | 『THE IDOLM@STER ANIM@TION MASTER READY!! ソロ・リミックス』                | 2013年7月7日  | 菊地真のソロ |
| READY!!(M@STER VERSION) 亜美/真美ソロ・リミックス | 『THE IDOLM@STER ANIM@TION MASTER READY!! ソロ・リミックス』                | 2013年7月7日  | 双海亜美/真美のソロ                                                                                                 |
| READY!!(M@STER VERSION) 伊織ソロ・リミックス      | 『THE IDOLM@STER ANIM@TION MASTER READY!! ソロ・リミックス』                | 2013年7月7日  | 水瀬伊織のソロ |
| READY!!(M@STER VERSION) あずさソロ・リミックス    | 『THE IDOLM@STER ANIM@TION MASTER READY!! ソロ・リミックス』                | 2013年7月7日  | 三浦あずさのソロ |
| READY!!(M@STER VERSION) 律子ソロ・リミックス      | 『THE IDOLM@STER ANIM@TION MASTER READY!! ソロ・リミックス』                | 2013年7月7日  | 秋月律子のソロ |
| READY!!(M@STER VERSION) 貴音ソロ・リミックス      | 『THE IDOLM@STER ANIM@TION MASTER READY!! ソロ・リミックス』                | 2013年7月7日  | 四条貴音のソロ |
| READY!!(M@STER VERSION) 響ソロ・リミックス        | 『THE IDOLM@STER ANIM@TION MASTER READY!! ソロ・リミックス』                | 2013年7月7日  | 我那覇響のソロ |
| READY!!(M@STER VERSION)                           | 『THE IDOLM@STER 765PRO ALLSTARS+ GRE@TEST BEST! -THE IDOLM@STER HISTORY-』 | 2013年9月18日 | |
| READY!!(M@STER VERSION)                           | 『THE IDOLM@STER STARLIT SEASON 02』                                        | 2022年1月19日 | 歌唱者は765PRO ALLSTARSに加え、シャイニーカラーズから白瀬咲耶・小宮果穂・杜野凛世・大崎甘奈・大崎甜花が加わっている |
| READY!!(M@STER VERSION)                           | 『THE IDOLM@STER STARLIT SEASON 03』                                        | 2022年3月2日  | 歌唱者はミリオンライブ！から春日未来・最上静香・伊吹翼                                                              |
| READY!!(M@STER VERSION)                           | 『THE IDOLM@STER STARLIT SEASON 04』                                        | 2022年4月13日 | 歌唱者はシンデレラガールズから神崎蘭子・城ヶ崎美嘉・双葉杏                                                          |
| READY!!(M@STER VERSION)                           | 『THE IDOLM@STER MILLION ANIMATION THE@TER START THE DREAM』                | 2024年2月21日 | 歌唱者は765 MILLIONSTARS                                                                                            |
| READY!!(Anime ver.)                               | 『THE IDOLM@STER MILLION ANIMATION THE@TER START THE DREAM』                | 2024年2月21日 | 歌唱者はMILLIONSTARS Team8th                                                                                        |

## カバー
- カスタマイズ - 2013年4月10日発売のシングル「もののけ姫」に収録。
- 福原香織 - 2013年5月1日発売のシングル「すぺしゃアニ研Vol.1 feat.福原香織 and ARM」に収録。
- M.O.E.（羽多野渉、寺島拓篤） - 2014年4月9日発売のアルバム「あの日に夢見たCD」に収録。
- GILLE - 2015年3月4日発売のアルバム「I AM GILLE.4 ～Anime Song Anthems～」に英語ver.で収録。

### ユニットメンバー
1. 1 2 3  天海春香（中村繪里子）、星井美希（長谷川明子）、如月千早（今井麻美）、高槻やよい（仁後真耶子）、萩原雪歩（浅倉杏美）、菊地真（平田宏美）、双海亜美 / 真美（下田麻美）、水瀬伊織（釘宮理恵）、三浦あずさ（たかはし智秋）、四条貴音（原由実）、我那覇響（沼倉愛美）、秋月律子（若林直美）
2. ↑  天海春香（中村繪里子）、春日未来（山崎はるか）、如月千早（今井麻美）、木下ひなた（田村奈央）、四条貴音（原由実）、ジュリア（愛美）、高山紗代子（駒形友梨）、田中琴葉（種田梨沙）、天空橋朋花（小岩井ことり）、箱崎星梨花（麻倉もも）、松田亜利沙（村川梨衣）、三浦あずさ（たかはし智秋）、水瀬伊織（釘宮理恵）、最上静香（田所あずさ）、望月杏奈（夏川椎菜）、矢吹可奈（木戸衣吹）、エミリー スチュアート（郁原ゆう）、大神環（稲川英里）、我那覇響（沼倉愛美）、菊地真（平田宏美）、北上麗花（平山笑美）、高坂海美（上田麗奈）、佐竹美奈子（大関英里）、島原エレナ（角元明日香）、高槻やよい（仁後真耶子）、永吉昴（斉藤佑圭）、野々原茜（小笠原早紀）、馬場このみ（髙橋ミナミ）、福田のり子（浜崎奈々）、舞浜歩（戸田めぐみ）、真壁瑞希（阿部里果）、百瀬莉緒（山口立花子）、横山奈緒（渡部優衣）、秋月律子（若林直美）、伊吹翼（Machico）、北沢志保（雨宮天）、篠宮可憐（近藤唯）、周防桃子（渡部恵子）、徳川まつり（諏訪彩花）、所恵美（藤井ゆきよ）、豊川風花（末柄里恵）、中谷育（原嶋あかり）、七尾百合子（伊藤美来）、二階堂千鶴（野村香菜子）、萩原雪歩（浅倉杏美）、ロコ（中村温姫）、双海亜美 / 真美（下田麻美）、星井美希（長谷川明子）、宮尾美也（桐谷蝶々）
3. ↑  春日未来（山崎はるか）、最上静香（田所あずさ）、伊吹翼（Machico）、桜守歌織（香里有佐）、白石紬（南早紀）